# Gainsborough Old Hall

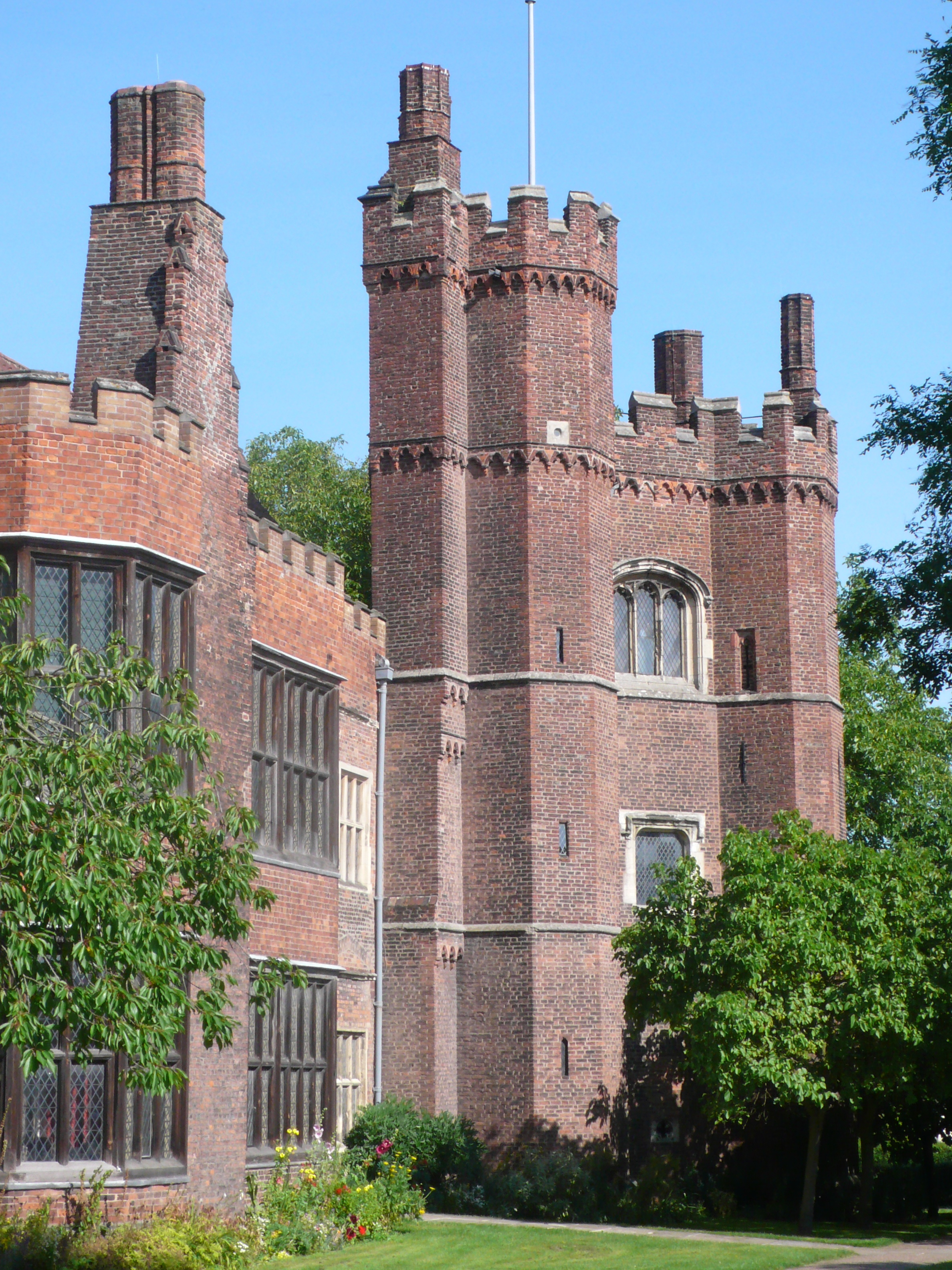
Turm der Gainsborough Old Hall

Gainsborough Old Hall ist ein Herrenhaus in Gainsborough in der englischen Grafschaft Lincolnshire. Es ist über 500 Jahre alt und zählt zu den besterhaltenen Herrenhäusern aus dem Mittelalter in England.
Das Haus ließ Sir Thomas Burgh 1460 errichten. Die Burghs waren reiche und mächtige Leute. Gainsborough Old Hall war nicht nur ihr Familiensitz, sondern demonstrierte auch ihren Reichtum und ihre Bedeutung. Sir Thomas war ein großer Wohltäter der Newark Church und gründete auch das Chantry and Alms House (dt.: kirchliches Armenhaus) in Gainsborough. 1470 wurde das Herrenhaus von Sir Robert Welles nach einem Streit über Ländereien, gesellschaftliche Stellung und Ehre angegriffen, aber nicht stark beschädigt. Im Jahre 1484 war König Richard III. bei Sir Thomas zu Gast.
1510 wurde Sir Thomas Burghs Sohn, Edward, in Gainsborough Old Hall gefangengesetzt, nachdem er für wahnsinnig erklärt worden war. Sir Edward starb 1528 und sein ältester Sohn, Sir Thomas wurde Familienoberhaupt. 1529 heiratete sein Sohn und Erbe, Sir Edward, Catherine Parr, die später die sechste Gattin Heinrich VIII. wurde. Das Paar blieb bis 1530 in Gainsborough Old Hall, dann bekamen sie ihr eigenes Herrenhaus in Kirton-in-Lindsay.
König Heinrich VIII. besuchte Gainsborough Old Hall zweimal, einmal 1509 und dann nochmals 1541 mit der Königin Catherine Howard. Die Königin wurde Indiskretionen sowohl in Gainsborough als auch in Lincoln beschuldigt und wurde hingerichtet. Catherine Parr, die damals schon Witwe war, wurde Heinrichs sechste Frau.
Nachdem Thomas, der 5. Baron Burgh, ohne Erben starb, wurde das Herrenhaus 1596 an William Hickman, einen Kaufmann aus London verkauft, der viele Verbesserungen am Haus durchführen ließ, besonders am Ostflügel. William und seine Mutter, Rose, unterstützten John Smyth und die Baptistenbewegung. Sie erlaubten ihnen, sich in Gainsborough Old Hall zu treffen zu beten, und zwar von 1603 bis zu ihrer Flucht nach Holland. Die Familie Hickman spielte weiterhin eine bedeutende Rolle in der Entwicklung von Gainsborough und viele Familienmitglieder wurden Parlamentsabgeordnete für Gainsborough. Sir Neville Hickman lud John Wesley mehrmals ein, im Rittersaal zu predigen, 1759, 1761 und 1764.
1720 wurde in Thonock am Stadtrand ein neues Haus gebaut und Gainsborough Old Hall verlor ihren Status als Familiensitz. Das Herrenhaus war nun unbewohnt, blieb aber weiter in Besitz der Familie und wurde für verschiedene Veranstaltungen genutzt.
Die Architektur des Herrenhauses hat sich über die Jahre nur wenig verändert. Es handelt sich im Wesentlichen um ein Holzrahmengebäude, was ihm sein charakteristisches, „gestreiftes“ oder „schwarz-weißes“ Aussehen verleiht. An der Nordostecke sitzt ein aus Ziegelmauerwerk errichteter Turm. Wer die 59 Stufen erklimmt, wird mit einem schönen Blick über die Stadt belohnt.
Bis heute ist das Herrenhaus mit seinem fein geformten Holzdach und seiner Küche erhalten – vermutlich die kompletteste mittelalterliche Küche in England. In der Küche findet man noch viele originale Einrichtungen, z. B. zwei offene Kamine, jeder von ihnen groß genug, um einen Ochsen zu braten, und zwei Öfen zum Brotbacken, die an einem dritten Kamin angeschlossen sind.
Man sagt, dass im Turm von Gainsborough Old Hall die „Graue Frau“ umgeht, die die Tochter des Lord of the Manor sein soll, die sich in einen armen Soldaten verliebte und mit ihm durchbrennen wollte. Ihr Vater entdeckte den Plan und sperrte sie in den Turm, wo sie an gebrochenem Herzen starb. Man erzählt sich, dass der Geist des Mädchens immer noch im Turm hin und her wandert und ewig auf die Ankunft ihres Liebhabers wartet.
Seit 1949 kümmert sich eine Gruppe Freiwilliger um das Haus, die Friends of the Old Hall (FOHA). Sie retteten das Gebäude und machten es für die Öffentlichkeit zugänglich. Sir Edmund Bacon stiftete es 1970 an den Staat. Heute gehört das Haus English Heritage, die es als historisches Gebäude I. Grades gelistet hat und dort ein Museum betreibt. Die Friends of the Old Hall gibt es noch heute; sie stellten ehrenamtliche Führer und weitere Experten.

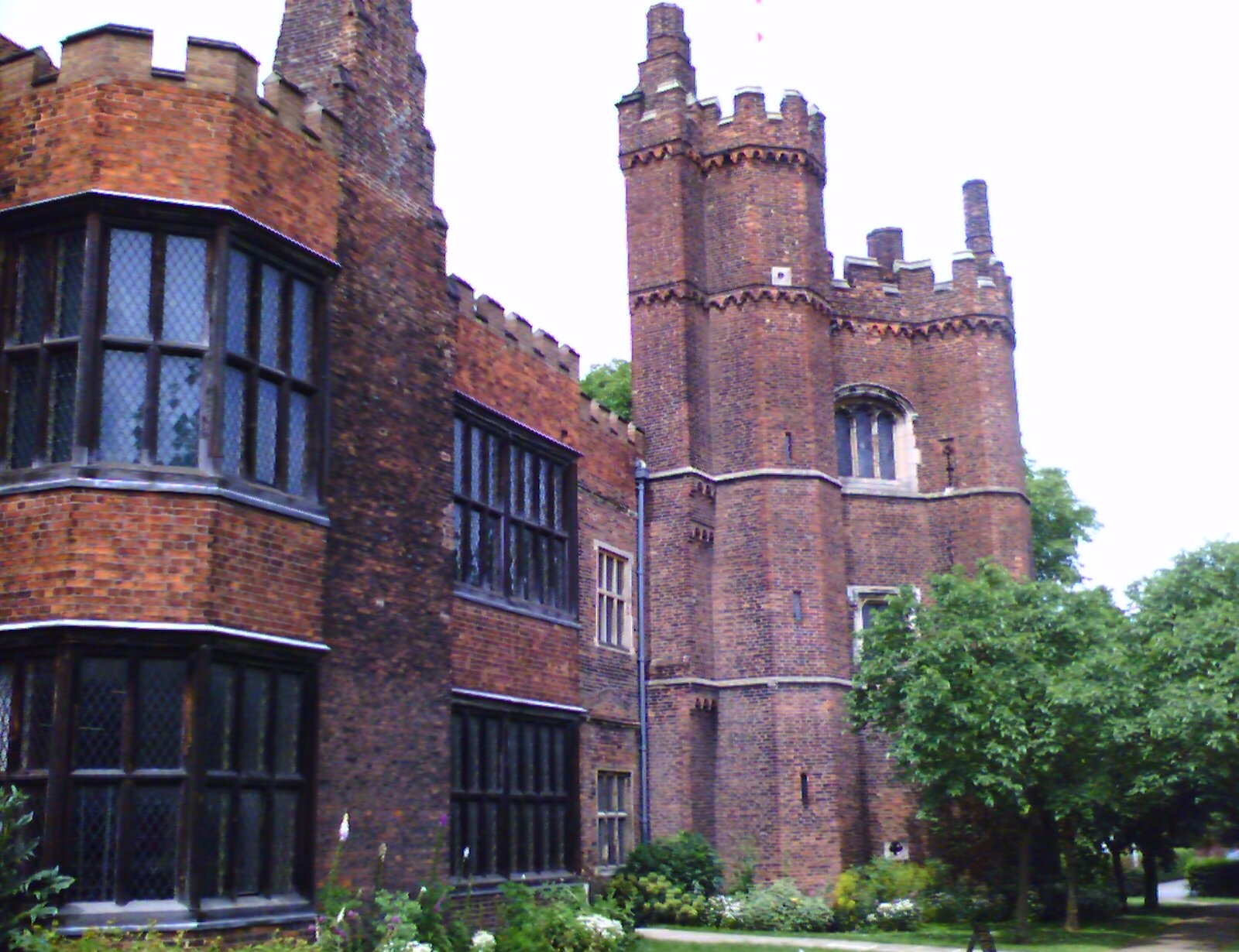
Turm der Gainsborough Old Hall
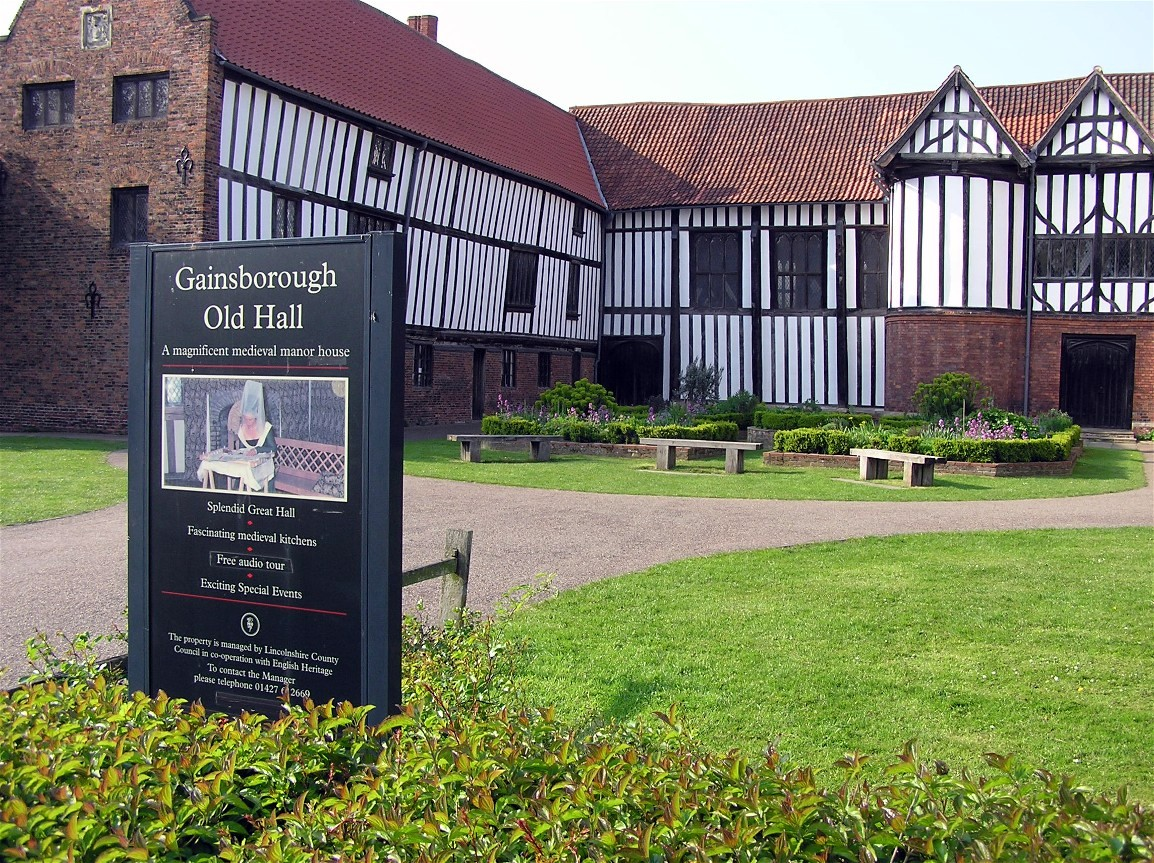
Westflügel und Rittersaal
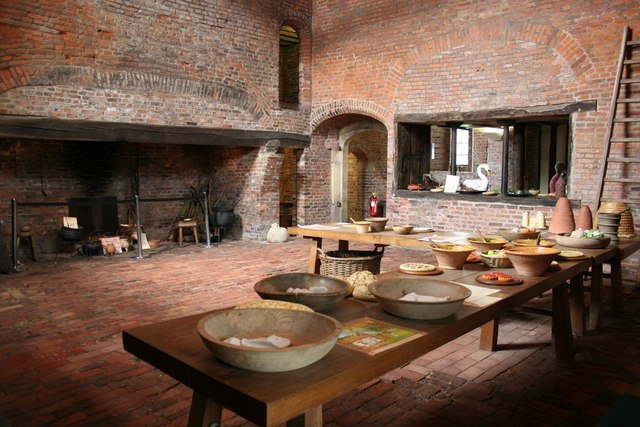
Küche
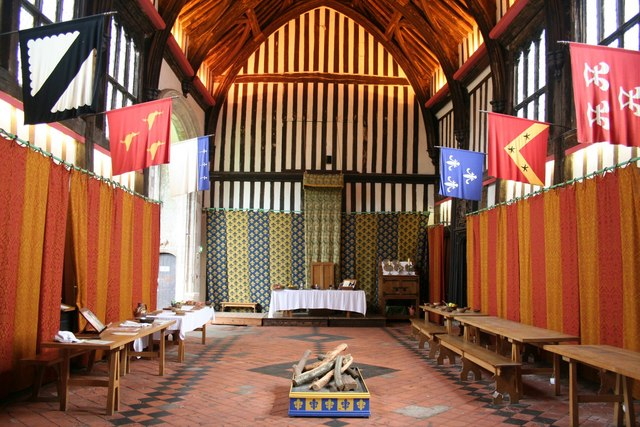
Rittersaal